# Leopard 2
Leopard 2 är en huvudstridsvagn som utvecklades under tidigt 1970-tal av det västtyska rustningsföretaget Krauss Maffei Wegmann i efterdyningarna av det internationella KPz-70-projektet. Av 17 stycken prototyper utvaldes en att gå vidare med. I den tyska försvarsmakten kom Leopard 2 att ersätta den tidigare stridsvagnen Leopard (som retroaktivt blev benämnd Leopard 1) som huvudvapen i pansarstyrkorna. Leopard 2 har även exporterats och varianter är i tjänst med ett flertal arméer världen runt. Varianten Leopard 2A6EX (2A6 Export) är en modern exportvariant som används och licenstillverkas i bland annat Grekland (Leopard 2A6 HEL) och Spanien (Leopard 2E).
Leopard 2 använde inledningsvis hålpansar (inte Chobhamtyp som ofta sägs) och har en hel rad moderna finesser.[källa behövs] Det finns två huvudversioner av Leopard 2 - KWS-I som har vertikal tornbepansring och KWS-2 som har vinklad tornbepansring.[källa behövs] Leopard 2:s huvudvapen består traditionellt av en 120 mm Rheinmetall Rh-120 slätborrad högtryckskanon i olika varianter. Varianter av denna kanon förekommer på majoriteten av västvärldens stridsvagnar: M1A1 Abrams, M1A2 Abrams, Merkava III, Merkava IV, Typ 90, Typ 10 och K2 Black Panther, utöver flera andra moderna stridsfordon.

## Leopard 2

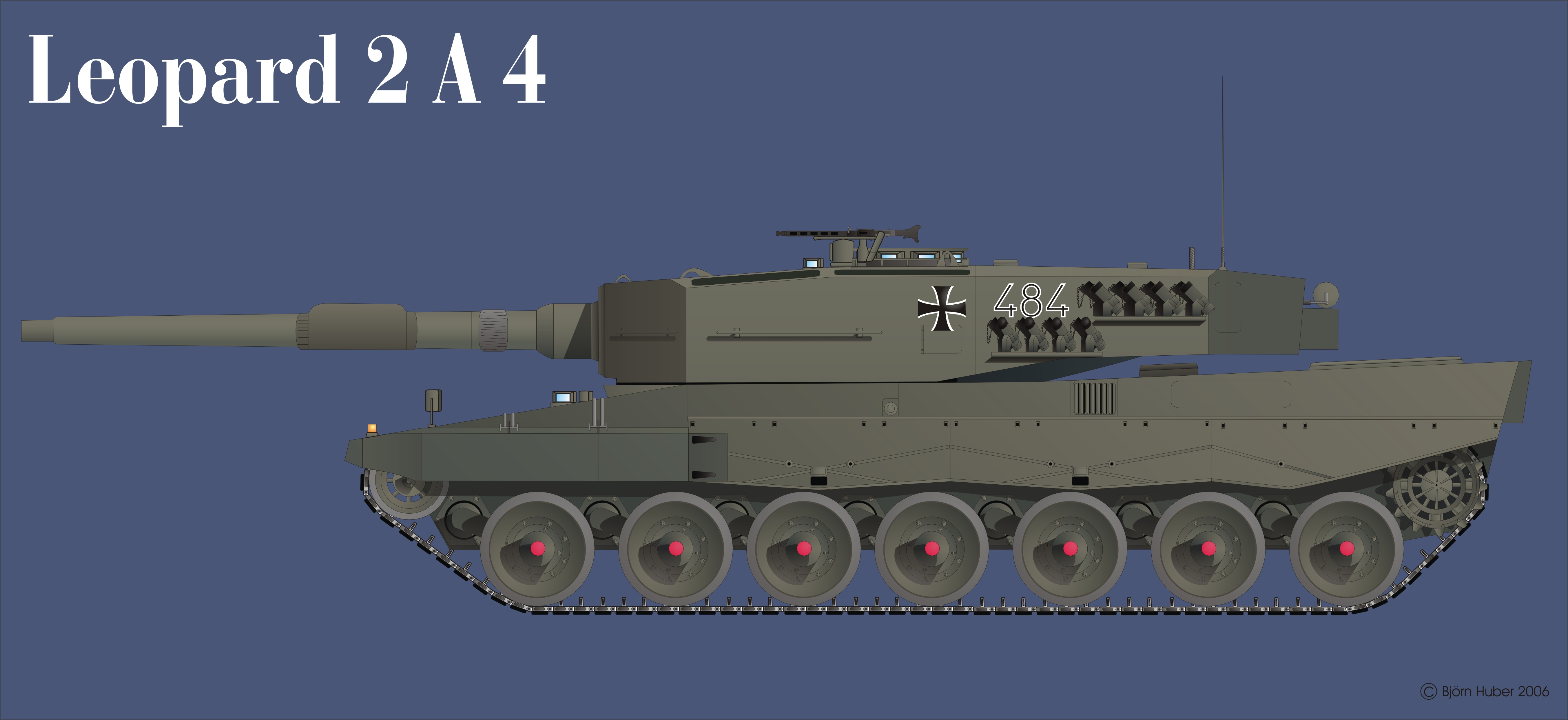
Leopard 2 A4

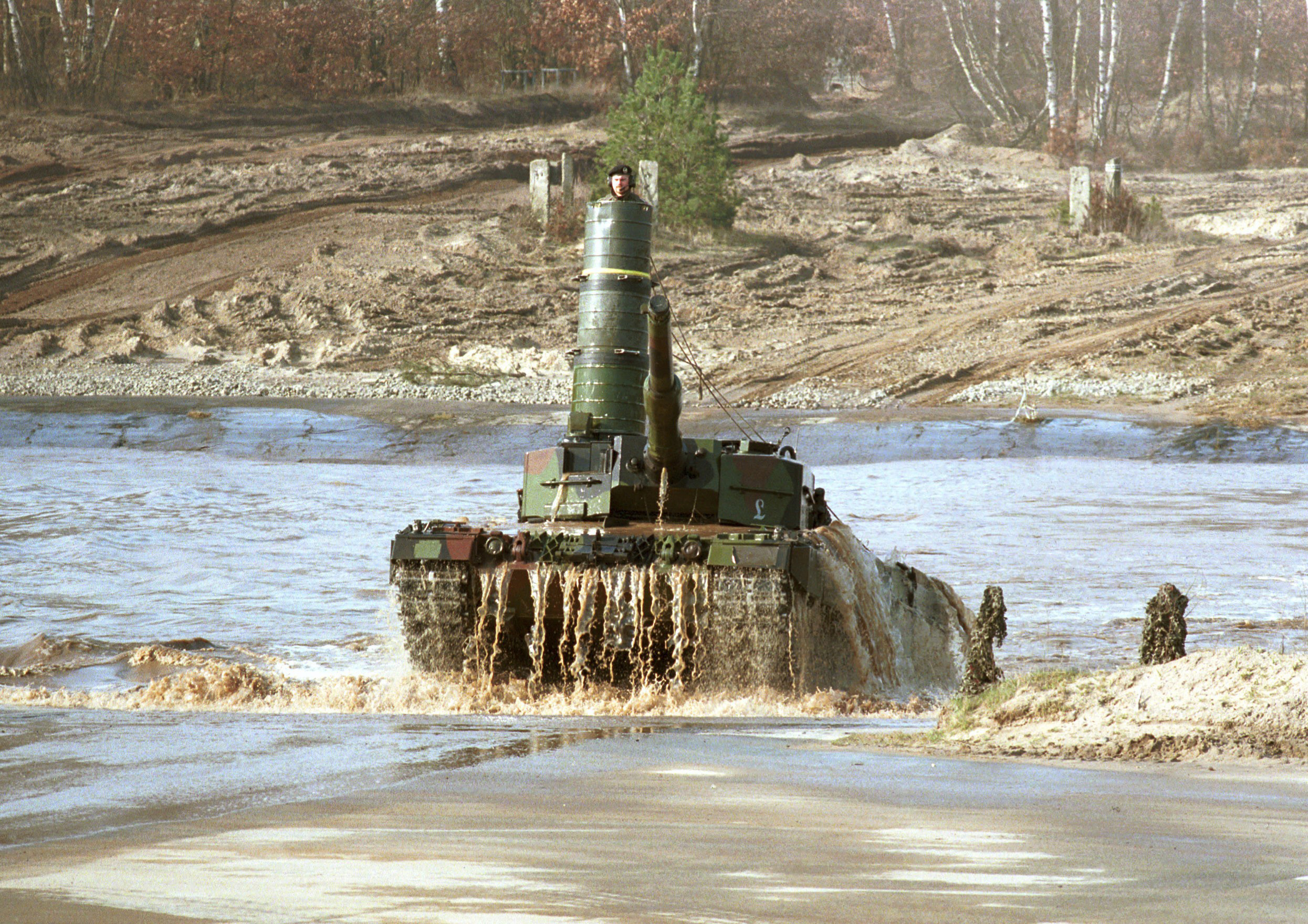
Leopard 2 A4 med snorkel.

Redan när stridsvagn Leopard (senare kallad Leopard 1) trädde i tjänst i mitten av 1960-talet planerade den västtyska krigsmakten Bundeswehr för en ny generation Leopard-stridsvagn med kraftigare kanon (kaliber 120 mm istället för Leopard 1:s 105 mm) för att hålla jämn takt med de nyare sovjetiska stridsvagnarna (T-72). Bundeswehrs stridsvagnar var tänkta att utrustas med en kanon från det västtyska rustningsföretaget Rheinmetall, men denna konstruktion annullerades till förmån för samarbetet med USA genom samarbetsprojektet MBT-70. Stridsvagn MBT-70 var en konstruktion med en rad nya lösningar, men efter att projektet överskridit kostnadsramarna drog sig Västtyskland ur projektet 1969. 
Ett nytt stridsvagnsprojekt initierades då i Västtyskland och 17 stycken prototypvagnar konstruerades, varav en utvaldes för tillverkning år 1974. Stridsvagnens besättning var avsevärt mycket bättre skyddad än i den tidigare Leopard 1 och skyddet inkluderade t.ex. ett kraftigare kanontorn. Tornutformningen var resultatet av användningen av hålpansar samt ett stort, internt ammunitionsställ längst bak i stridsvagnstornet med så kallade "blow-out-panels" i torntaket. Dessa är utformade och monterade så att vid en ammunitionsbrand så riktas en explosion uppåt och utåt och inte in i stridsutrymmet.
Flera testvagnar tillverkades och år 1976 visade även USA sitt intresse för Leopard 2. Som svar tillverkades även flera prototyp-kanontorn enligt amerikansk standard.[källa behövs] Ett kanontorn utrustades med den ursprungliga 105 mm-kanonen av typen L7A3 och utrustades även med ett eldledningssystem från den amerikanska försvarsmaterieltillverkaren Hughes. Ett annat kanontorn utrustades med samma eldledningssystem (också tillverkat av Hughes) men kunde byta ut kanonen mot en grövre 120 mm kanon från det västtyska rustningsföretaget Rheinmetall. Ytterligare två kanontorn utrustades med Hughes-Krupp Atlas Elektronik EMES 13-eldledningssystem, det ena utrustades med en 105 mm kanon och det andra med en 120 mm kanon.
Prototyperna anlände till USA i slutet av augusti 1976 och jämförelsetest mellan Leopard 2 och XM1 (prototypen till M1 Abrams) utfördes vid anläggningen Aberdeen Proving Grounds. Dessa test pågick fram till december 1976. Den amerikanska armén meddelade att Leopard 2 och dess amerikanska motsvarighet XM1 var jämförbara i eldkraft och mobilitet.[källa behövs] Dock kom amerikanska försvarsmakten fram till att XM1 var överlägsen i bepansring (en fundamental utgångspunkt vid konstruktion av stridsvagnar är kombinationen eldkraft-mobilitet-skydd, anm). Idag vet vi att detta endast stämde om stridsvagnen träffades av en granat med riktad sprängverkan. Vid beskjutning med pilprojektiler (högenergiprojektiler som färdas i flera tusen km/h) var Leopard 2 nästan dubbelt så väl skyddad som den ursprungliga M1:an (RHA 650 mm mot 350 mm, där förkortningen RHA står för Rolled Homogenuous Armour, dvs. valsad, homogen pansarplåt). Skillnaderna vid en träff med riktad sprängverkan var liten. Vidare ansågs den tyska 120 mm kanonen vara överlägsen i Natos stridsvagnsskjutningstävlingar, i jämförelse med den amerikanska 105 mm-kanonen som Abrams-stridsvagnen inledningsvis var utrustad med. Leopard 2:s traditionella dieselmotor, en multibränsle V-12:a från den västtyska motortillverkaren MTU, var även mera tillförlitlig[källa behövs] och innehade samma prestanda som den amerikanska gasturbinmotorn i M1 tillverkad av Lycoming. Efter de jämförande försöken returnerades Leopard 2-prototyperna till Västtyskland för ytterligare utvärdering.
Under september 1977 beslöt det västtyska försvarsministeriet att fortskrida med planerna att producera 1 800 Leopard 2. Dessa skulle levereras i fem delserier. Det München-baserade rustningsföretaget Krauss-Maffei valdes återigen som huvudleverantör, men denna gång skulle även det västtyska rustningsföretaget Maschinenbau Kiel (MaK) i Kiel vara den största underleverantören (45%). Leveranserna påbörjades under 1979 och år 1982 hade en första delserie om 280 stycken Leopard 2 levererats. De 200 första vagnarna var utrustade med en bildförstärkare, de sista 80 var utrustade med ett nytt termiskt nattsikte, vilket även senare installerades på de tidigaste stridsvagnarna. 
Leopard 2 testades även av Storbritannien under 1980-talet, men britterna bestämde sig för att satsa på den brittiska Challenger 2-stridsvagnen, som liksom den amerikanska M1:an använts vid flera pansarslag.   

### Leopard 2 A1
Ett antal mindre modifikationer arbetades in i den andra omgången om 450 fordon. Leveransen av 2A1-modellen påbörjades i mars 1982 och avslutades i november 1983. De två största förändringarna var att man modifierade ammunitionshållarna så att de blev identiska med dem i M1 Abrams och konstruerade om bränslefiltren vilket ledde till en reducerad tankningstid.
En andra omgång om 300 Leopard 2A1 av den tredje omgången byggdes mellan november 1983 och november 1984, vilken inkluderade mindre förändringar som sedan även installerades i efterskott i de tidigare 2A1.

### Leopard 2 A3
Nästa omgång om 300 fordon levererades mellan december 1984 och december 1985. Den huvudsakliga förändringen var den nya SEM80/90 digitalradion (vilken även installerades i Leopard 1 vid samma tidpunkt) och att ammunitionsladdningsluckorna i tornsidan svetsades fast. Även dessa mindre förändringar ledde till att den nya omgången kallades 2A3.

### Leopard 2 A4

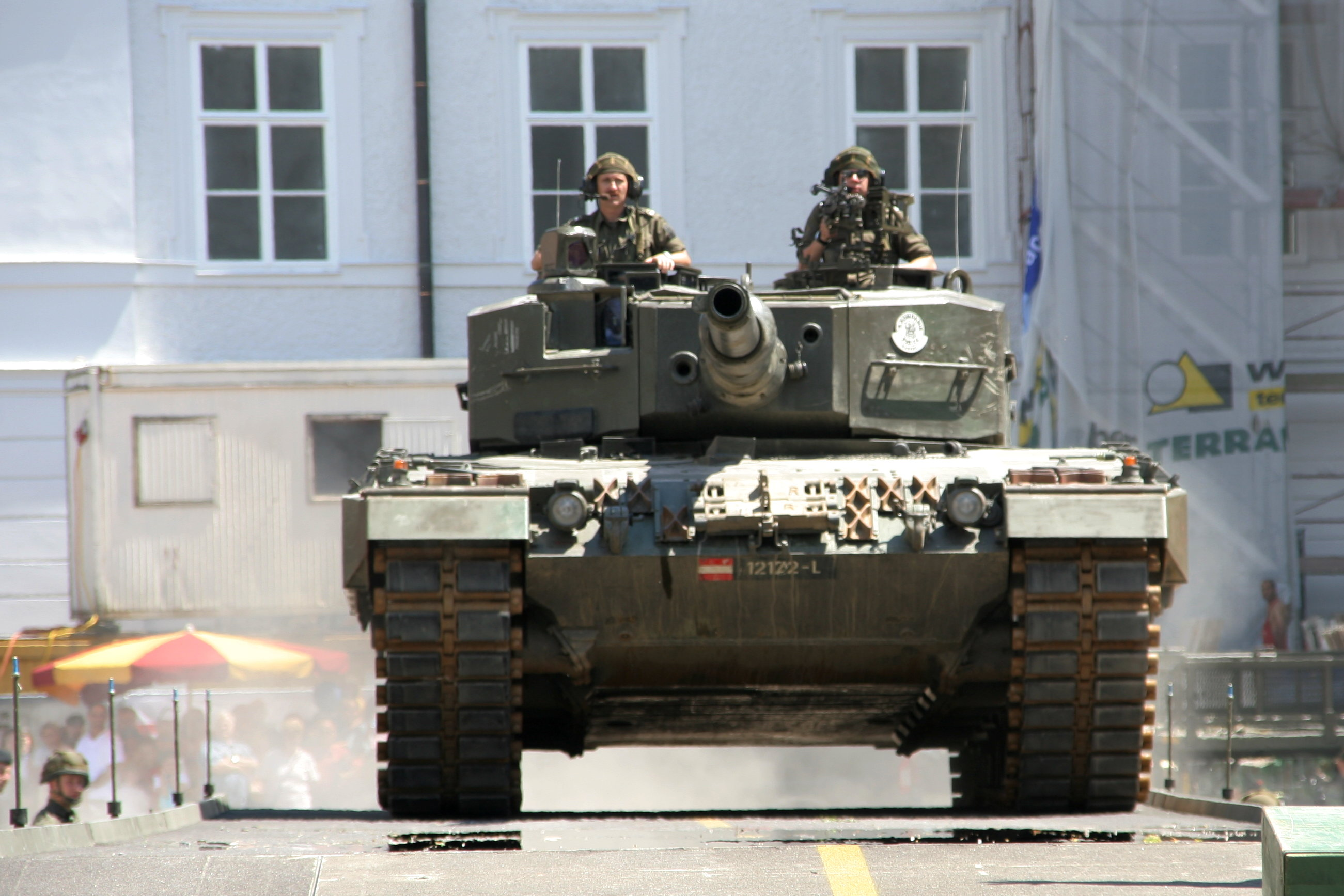
Österrikisk Leopard 2A4

Ytterligare 370 fordon levererades mellan december 1985 och mars 1987. Dessa 2A4-modeller inkluderade mera omfattande förändringar, inklusive ett automatiserat brand- och explosionsbekämpningssystem, ett digitalt eldledningssystem som var kapabelt att handha alla nya ammunitionstyper samt en mycket förbättrad tornbepansring.
Trots att man ursprungligen beställde enbart fem omgångar beställdes ännu en omgång om 150 st stridsvagnar år 1987. Dessa inkluderade nya batterier och band samt ett förflyttat varningsljus, så att föraren bättre kunde observera det när han körde stridsvagnen med huvudet ute genom manskapsluckan. Ytterligare en omgång om 100 levererades mellan maj 1989 och april 1990 och dessa var identiska med den sjätte omgångens stridsvagnar. En mindre omgång om 75 vagnar levererades år 1992.

### Leopard 2 A4 Marksman

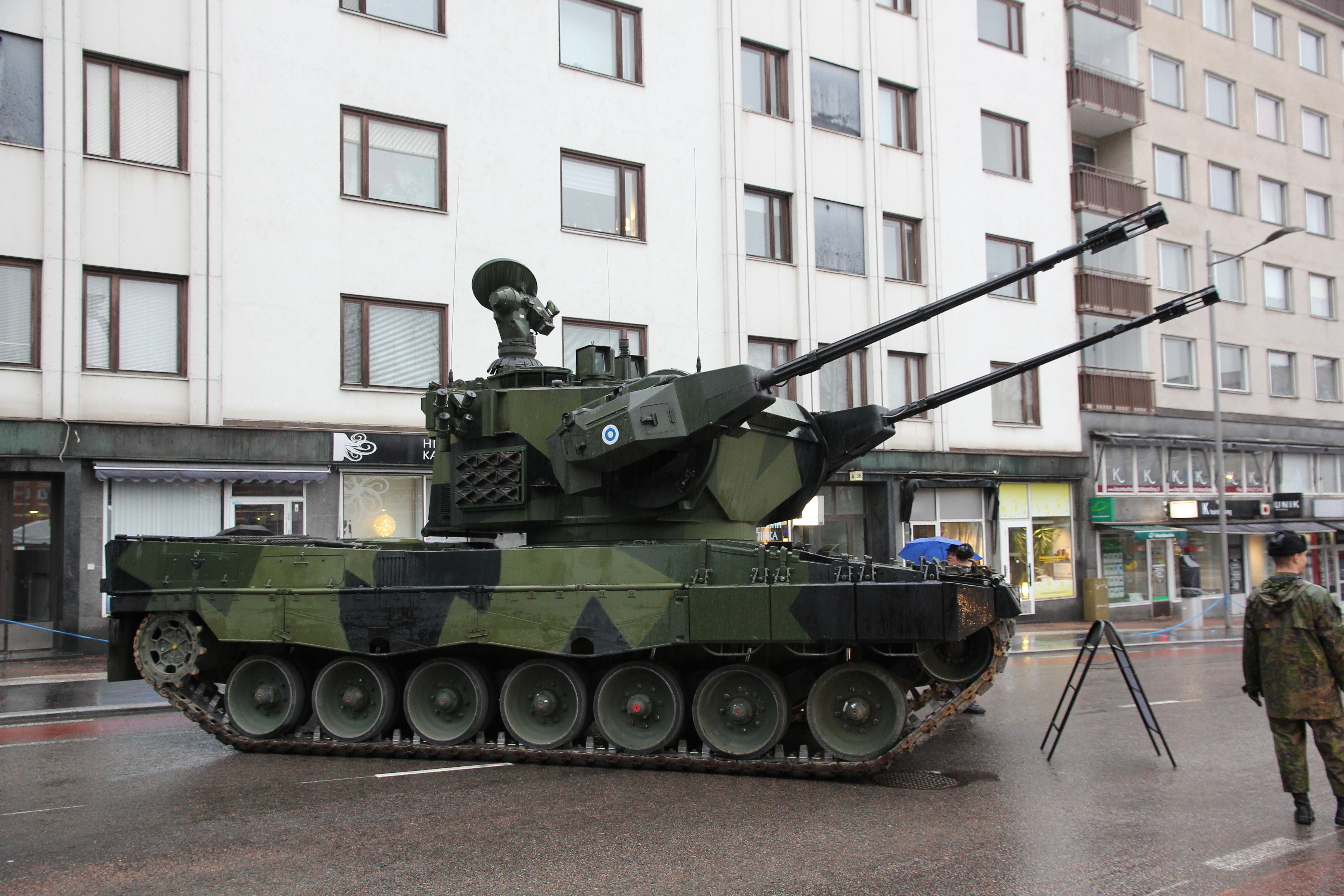
Leopard 2 Marksman (Itpsv 90 Leopard 2).

Leopard 2 Marksman är en finsk modernisering av sitt sina Marksman-luftvärnssystem, inhemsk beteckning Ilmatorjuntapanssarivaunu 90 (kort Itpsv 90, "luftvärnspansarvagn 90"), där luftvärnstornen flyttats från dess ursprungliga sovjetiska T-55AM-skrov (märkningsnummer: Ps 465) till nyare Leopard 2A4-skrov från utgående finska Leopard 2A4FIN (Ps 273); nytt märkningsnummer: Ps 473, där 4:an anger luftvärnspansar. De moderniserade systemen togs i tjänst av finska armén 2016. Uppgraderingen ger dels bättre rörlighet på både väg och i terräng, ökat skydd för besättningen i skrovet samt bättre stabilitet vid skjutning som resultat av det större leopardchassit.

### Leopard 2 A4 PL

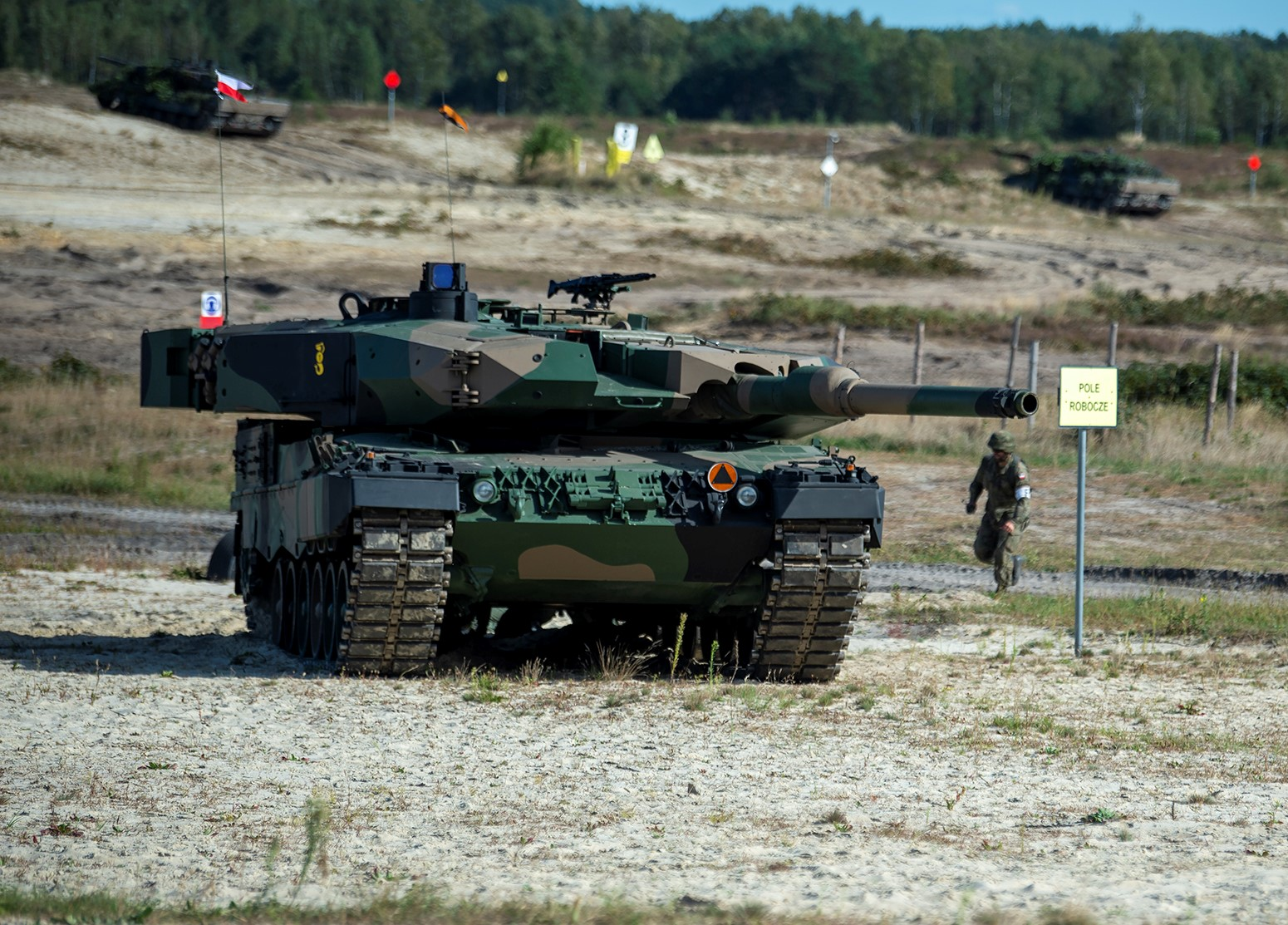
Leopard 2 PL under en övning, 2020.

Leopard 2 PL är en polsk modernisering av Leopard 2A4, den är konstruerad av Rheinmetall i samarbete med Polish Armaments Group. De huvudsakliga uppgraderingarna är en modernisering av vagnchefens och skyttens sikten, ett förstärkt ballistiskt skydd på tornets front (se bild), ett nytt elektriskt stabiliseringssystem samt nya brandsläckningssystem. De första 2PL-vagnarna levererades till den polska armén i maj 2020.

### Leopard 2 A4 V
Leopard 2A4V kallas ukrainska vagnar som utrustats med reaktivt pansar av typen Kontakt-1 samt med gummiskärmar likt de som är monterade på T-80U. V:et står för vzryvnoj (ryska: взрывной, "explosiv"), betecknande reaktivt pansar enligt sovjetrysk nomenklatur. Varianten togs fram runt 2023 i och med doneringen av Leopard 2A4-vagnar till Ukraina som stöd mot den pågående ryska invasionen. I september 2023 började en video cirkulera på sociala medier som visar ca 30 ukrainska Leopard 2A4 som blivit uppgraderade med Kontakt-1 och gummiskärmar, bekräftade tidigare rykten om att Leopard 2A4:or donerade från Kanada blivit utrustade med dito. Vagnarna var i videon benämnda Leopard 2A4V.

## Leopard 2 Improved

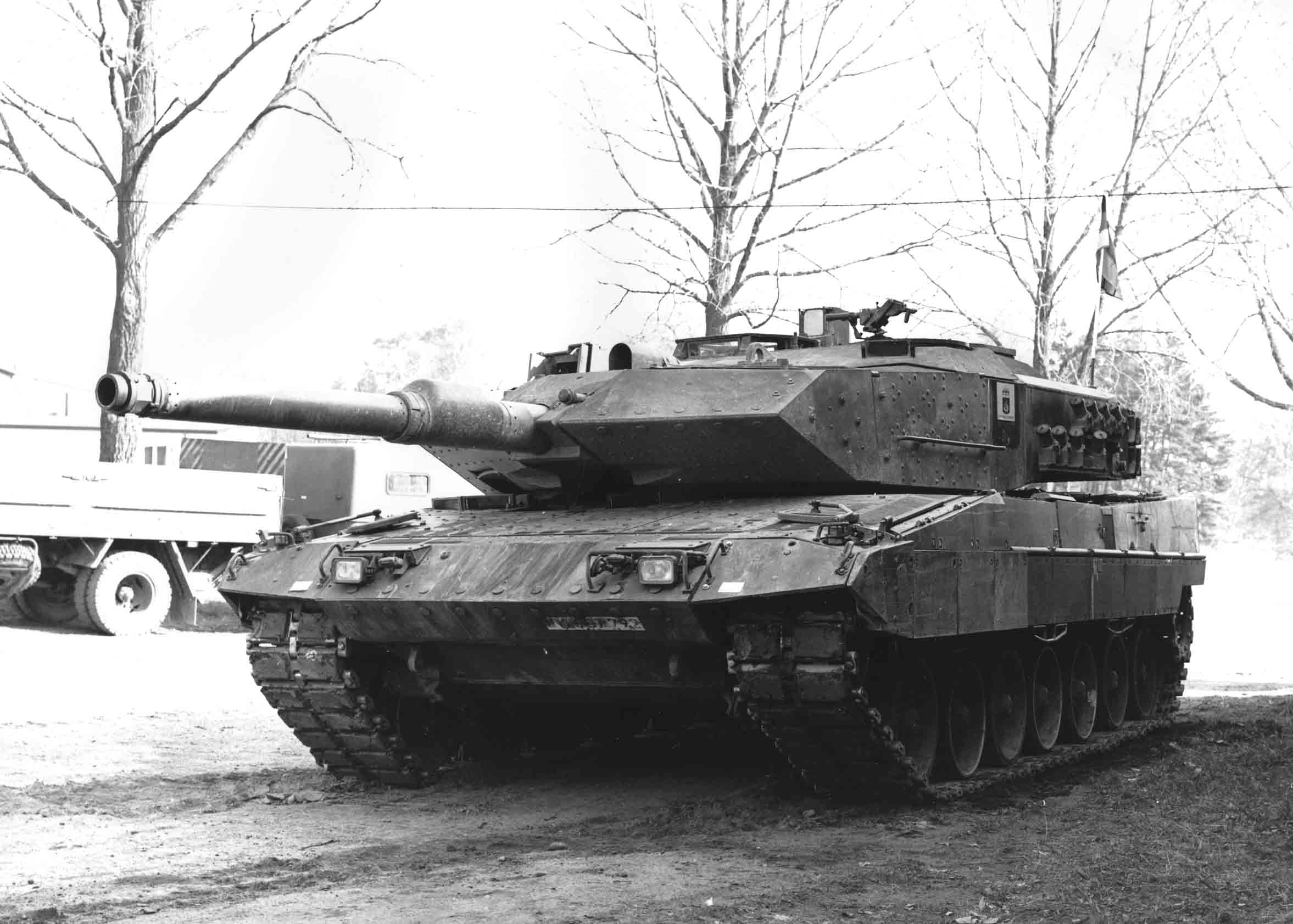
Leopard 2 Improved-försöksvagn under utprovning i Sverige cirka 1993.

Mot slutet av 1980-talet byggdes prototyper för en moderniserad version under arbetsnamnet Leopard 2 Improved (Leo 2 Imp). Den största synliga skillnaden är det kilformade extra ballistiska skyddet på tornfronten.

### Leopard 2 A5
Seriemodell av Leopard 2 Improved byggd på det medeltunga pansaralternativet där erfarenheterna från de tyska truppförsöken tagits tillvara.

### Leopard 2 A5 S (strv 122)
Leopard 2S (även Leopard 2A5 SE med mera) är en svensk variant av Leopard 2 Improved byggd på det tyngre pansaralternativet som går i svensk tjänst under beteckningen stridsvagn 122 sedan 1995. Vagnen skiljer sig betydligt från Tyska Leopard 2 vad gället det ballistiska skyddet och elektronik med mera.

### Leopard 2 A5 E (Leopardo 2 E)
Leopard 2E (spanska: Leopardo 2 E) är en variant av Leopard 2A5 som utvecklats av de bägge EU-länderna Spanien och Tyskland i enlighet med ett avtal som undertecknades år 1995 mellan försvarsministerierna. Den 23 december 1998 godkände det spanska parlamentet kontraktet, vilket innebar att det spanska rustningsföretaget Santa Bárbara Blindados blev huvudleverantör. Leopardo 2E kommer att tillverkas helt i Spanien med tyskt stöd. SBB som är en avdelning av Santa Barbara i Sevilla är ansvarig för montering, integrering och test av vagnarna.

### Leopard 2 A6

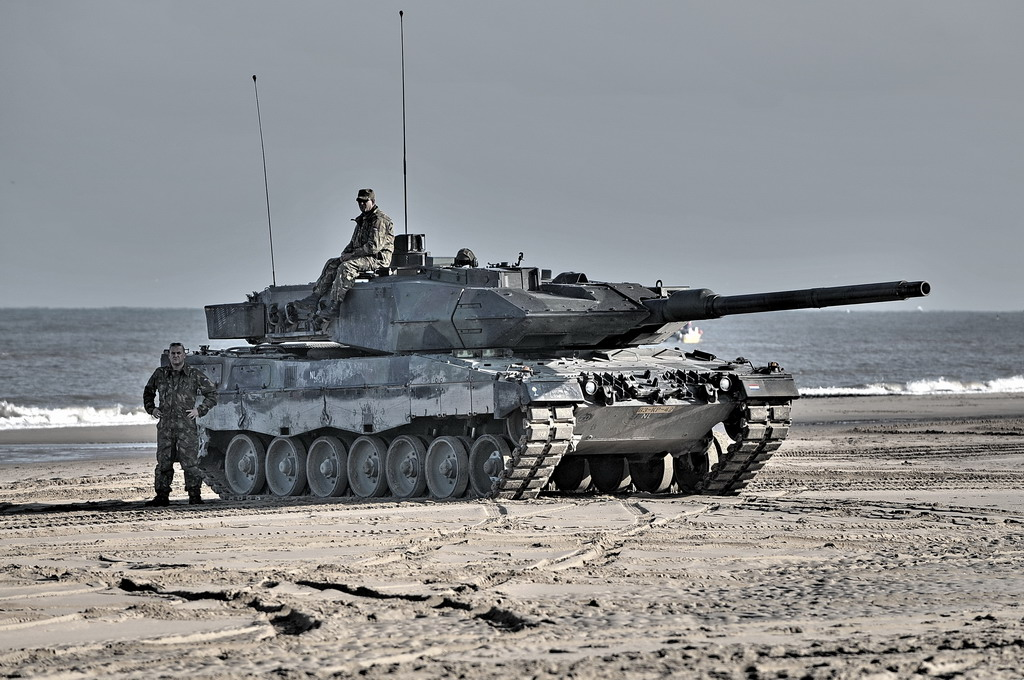
Nederländsk Leopard 2A6.

Leopard 2A6 utrustades med ny Rh-120 L55 slätborrad kanon.

### Leopard 2 A6 M
Leopard 2A6M är en 2A6 med extra minskydd (tyska: Minenschutz). Stridsvagnen har felaktigt kallats Leopard 2A7 i vissa källor. Sjutton stycken stridsvagnar uppgraderades till denna standard i de tyska förbanden. Samma minskydd infördes även på 10 svenska stridsvagnar, betecknade stridsvagn 122B efter uppgraderingen.

### Leopard 2 A6 PSO
Leopard 2 PSO är en variant av Leopard 2 utvecklad för strid i bebyggelse, där PSO står för Peace Support Operations (fredsfrämjande operationer). Varianten är utrustad med mer effektivt skydd över hela vagnen, en andra vapenstation, bättre spaningsförmåga, schaktblad, ett kortare eldrör för att enklare kunna manövrera i bebyggelse dock på bekostnad av verkansavståndet, icke-dödliga vapen, bättre situationsuppfattning genom kameror, en strålkastare samt allmänt förbättrad rörlighet och uthållighet i en urban miljö. Detta uppgraderingspaket kan jämföras med Tank Urban Survival Kit som monterats på amerikanska M1A2 Abrams.
Lösningarna utprövades av Bundeswehr under namnet Leopard 2 UrbOp (tyska: Urbane Operationen).

### Leopard 2 A7

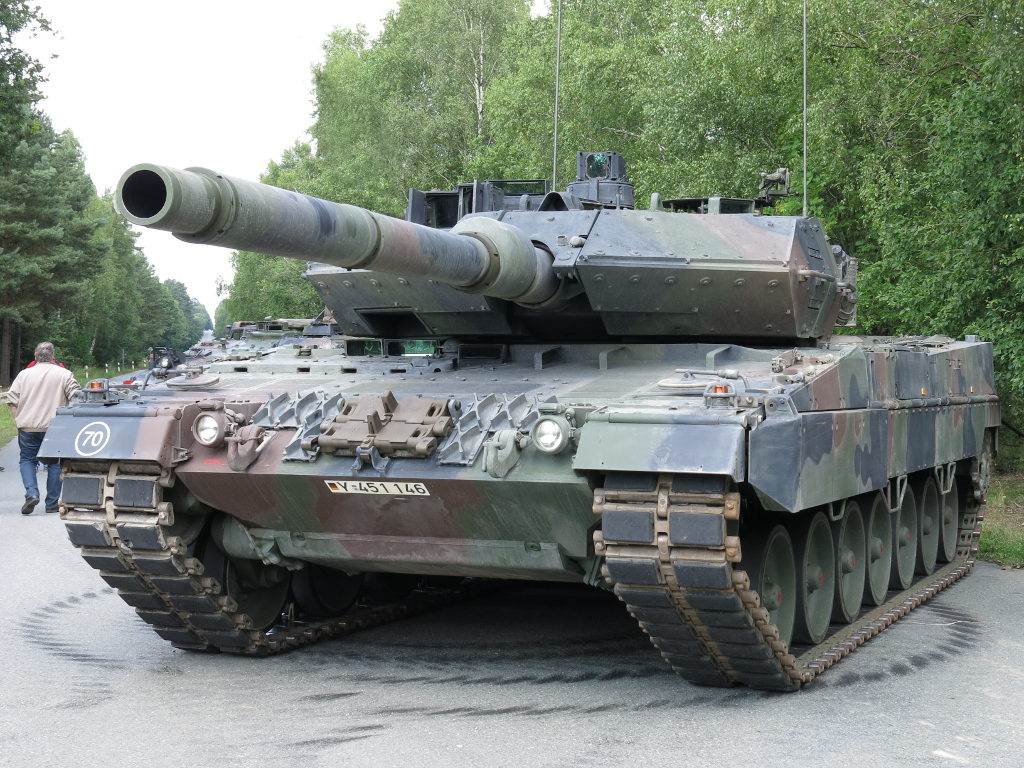
Leopard 2A7

Leopard 2A7 är huvudsakligen tänkt för strid i terrängen snarare än bebyggelse och är därför väldigt olik KMW:s variant, 2A7+ (se nedan). Ett 20-tal vagnar fanns tillgängliga för konvertering, däribland kanadensiska 2A6NL som returnerats till Tyskland. Den ursprungliga 2A6M-uppgraderingen har utökats ytterligare, med bland annat kylning i stridsutrymmet från grekiska 2A6HEL, ett nytt hjälpkraftaggregat på 20 kW, Saab Barracuda Mobile Camouflage System (MCS) med värmereducerande HTR (Heat-Transfer Reduction), ett integrerat lednings- och informationssystem, ett optimerat lokalt nätverk med superkondensatorer i chassit och tornet, digital internkommunikation, nya brandsläckningssystem samt en ny värmekamera i vagnchefens sikte. 2A7 är konstruerad för att kunna skjuta spränggranater och är även byggt för att kunna bära extra skydd på sidorna, dessa bärs dock inte i standardutförande.
Den första Leopard 2A7 levererades till Bundeswehr i München i december 2014. Danmark fick sina första vagnar, som är uppgraderade från äldre 2A5DK, levererade 2020 och den sista av de 44 uppgraderade vagnarna ska vara levererad 2023. Norge beställde i februari 2023 54 stycken Leopard 2A7 med option på ytterligare 18 för att ersätta sina vagnar av typen Leopard 2A4 NOR, dessa var ämnade att levereras från 2026. Norges beställning har dock kommit att ändras till en beställning på vagnar av typen Leopard 2A8 NOR istället.

### Leopard 2 A7A1

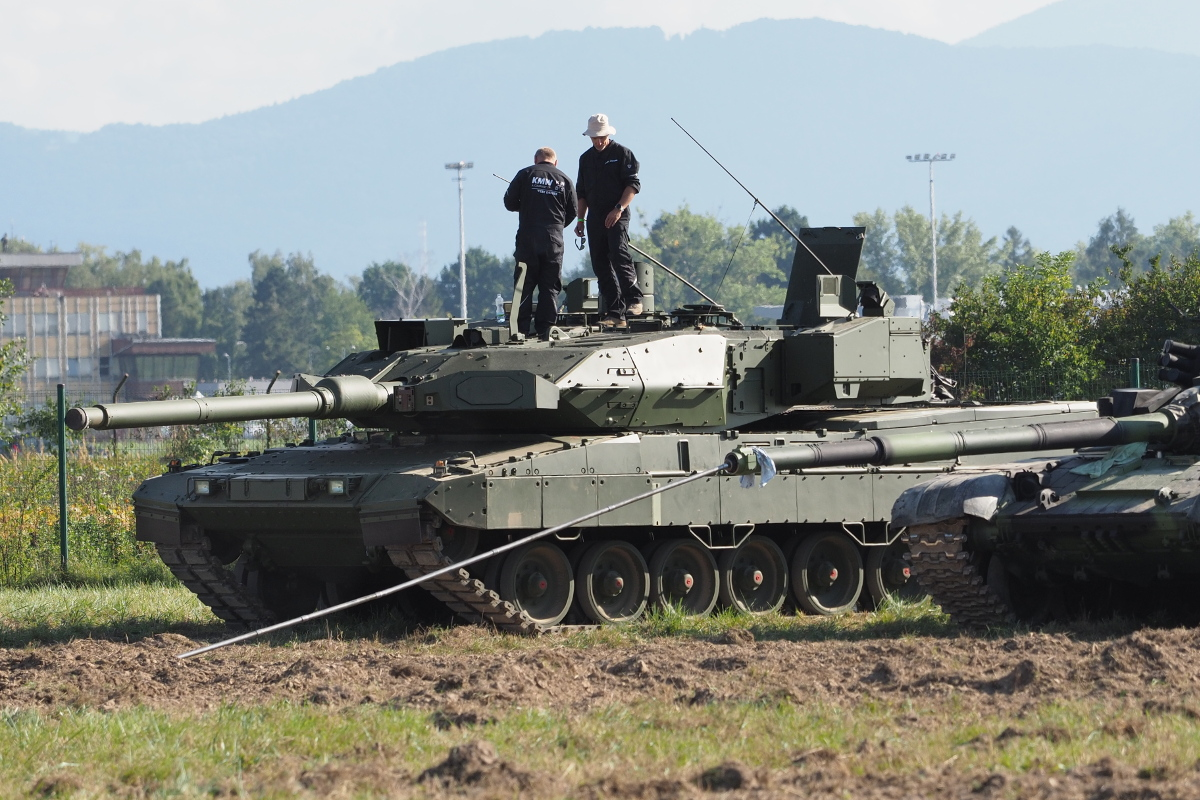
Tysk Leopard 2 A7A1 med Trophy aktivt pansar (lådorna baktill tornet och tornkinderna).

Februari 2021 annonserade Tyskland att de skulle utrusta nya Leopard 2 A7 med israeliskt Rafael Trophy aktivt pansar (i Europa sålt under EuroTrophy), då benämnd Leopard 2 A7A1. Dessa ämnas för Tysklands försvarsmakt och avses för VJTF (Very High Joint Readiness Task Force) av Natos snabbinsatsstyrka NRF (NATO Response Force).

### Leopard 2 A7+
Leopard 2A7+ visade för först gången för allmänheten på Eurosatory 2010, med texten "Developed by KMW - Tested and quilified by the German Ministry of Defence". Översatt på svenska till "Utvecklad av KMW - Testad och godkänd av det tyska försvarsministeriet". 2A7+ hade blivit testade av Bundeswehr under namnet Leopard 2 UrbOp (tyska: Urbane Operationen).
Leopard 2A7+ är designad för att användas i både hög- och lågintensiva konflikter. Vagnens skydd har ökats genom modulärt pansar. Frontpansaret har ökats genom ytterligare pansar på tornfronten och på chassifronten (likt det på Stridsvagn 122). Även ett 360° skydd mot lätta pansarvärnsvapen, exempelvis raketgevär och pansarskott, vilket ökar vagnens skydd i operationer i stadsmiljö. Vagnen kan skjuta programmerbara spränggranater. Vagnen har också en obemannad vapenstation av typen FLW200 istället för den tidigare kulsprutan monterad på laddarens lucka. Rörlighet, uthållighet och besättningens situationsuppfattning har också förbättrats. Det modulära tilläggspansaret användes för första gången av Kanada i Afghanistan. 

### Leopard 2 A7+HU
År 2018 beställde Ungern 44 stycken Leopard 2A7+, sedermera Leopard 2 A7+HU, vilket innebär att Ungern blir den andra användaren av 2A7+ efter Qatar.

### Leopard 2 A7 SWE (strv 123A)
I oktober 2023 tillkännagav svenska försvarsmakten att FMV tecknat ett kontrakt med KMW avseende uppgradering av 44 stycken stridsvagn 122 som inkluderar bland annat en ny kanon med ett L/55 eldrör (Rh-120 L55 A1) för högre räckvidd och pansargenomslag, nytt bandaggregat (upphängning), nya band, nya mörkersikten samt större möjlighet till programmerbar ammunition. Dessa vagnar kommer betecknas stridsvagn 123A. Varianten är listad av KNDS som Leopard 2 A7 SWE samt MBT123C (main battle tank, "huvudstridsvagn", 123 C), vilket indikerar att vagnen bygger på eller har byggt på Cesar-varianten av stridsvagn 122 under projektering.
I januari 2025 framkom att 66 befintliga strv 122 vagnar skulle uppgraderas till strv 123A, med leveranser planerade från 2027 till 2030.

### Leopard 2 A8
Då Tyskland donerade 18 stycken Leopard 2A6 till Ukraina så väntas Tyskland beställa motsvarande antal av den nya 2A8 med option på flera hundra för att ersätta de donerade vagnarna. Den italienska regeringen har framfört att de har för avsikt att mellan 2023 och 2025 beställa ca 250 stycken nya Leopard 2A8. Leopard 2A8 kommer att vara baserad på 2A7HU men med flera uppgraderingar, däribland aktivt skydd/motmedelssystem av typen Trophy och förbättrad situationsuppfattning för besättningen med möjlighet att kombinera information från ett flertal olika sensorer. Nederländerna ämnar även att köpa in 52 stycken Leopard 2A8 för att komplettera sina 18 leasade 2A6.

### Leopard 2 A8 NOR
Norges beställning på 54 stycken Leopard 2A7 ändrades till den nya varianten Leopard 2A8 NOR i juni 2023. Ett antal ändringar har gjorts på den norska varianten jämfört med den tyska, främst genom att den har andra lednings- och informationssystem samt att den har vapenstationen Protector RWS, tillverkad av norska Kongsberg.

### Leopard 2 A8 SWE (strv 123B)
I januari 2025 framkom att FMV tecknat ett kontrakt att anskaffa 44 nytillverkade stridsvagnar av typen Leopard 2 A8, betecknade stridsvagn 123B.

## Export
Stridsvagnen har blivit så populär i Europa att tillverkaren börjat kalla den för Euro Leopard. Den schweiziska armén tog stridsvagnen i bruk i slutet av 1980-talet efter att den bland annat slagit den franska Leclerc och den amerikanska M1 Abrams i tester. 
Den första exportkunden var Nederländerna som tog emot 445 st mellan åren 1981 och 1986, varav 114 såldes senare till Österrike. Spanien leasade 108 st Leopard 2A4 tills de 219 licensbyggda 2A5-modellerna, Leopardo 2E, som landet köpt, var färdigbyggda. Schweiz köpte 350 exemplar mellan 1987 och 1993. Övriga europeiska länder som använder varianter av Leopard 2 är Polen (104 st 2A4), Danmark (2A6), Norge (2A4), Finland (124 st 2A4+100 st 2A6) och Grekland (2A6). Tyskland har haft omkring 2 100 av olika versioner av Leopard 2 i tjänst, beroende på tidsperiod. Singapore planerar att köpa 96 Leopard 2A4, av vilka 30 kommer att användas som reservdelsvagnar. Ungerska försvaret meddelade 2018 att landet tecknat avtal om att köpa 44 nya Leopard 2 A7+, samt 12 st Leopard A4 stridsvagnar.
Under Rysslands invasion av Ukraina 2022 begärde den ukrainska regeringen att erhålla stridsvagnar, bland annat Leopard från Tyskland och andra europeiska länder, för vilka också krävs tillstånd av den tyska regeringen för export. I slutet av januari 2023 beslöt Tysklands regering slutligen att leverera ett första paket på 14 Leopard 2A6-stridsvagnar samt att godkänna reexport till Ukraina från andra länder.

### Antal Leopard 2-stridsvagnar i Europa, Turkiet och Kanada (januari 2023)[10]
- Tyskland 321 i tjänst, 200 förrådsställda
- Grekland 353 i tjänst
- Spanien, 327 i tjänst
- Turkiet 316 i tjänst
- Polen 247 i tjänst
- Finland 100 i tjänst, 100 förrådsställda
- Schweiz 134 i tjänst
- Sverige 120 i tjänst
- Kanada, 82 i tjänst
- Österrike 56 i tjänst
- Ungern 12 i tjänst, 44 köpta, men ännu inte levererade
- Norge 36 i tjänst, 16 förrådsställda
- Danmark 44 i tjänst
- Portugal 37 i tjänst
- Slovakien En i tjänst, 14 köpta, men ännu inte levererade
- Tjeckien En i tjänst, 13 köpta, men ännu inte levererade

## Leopard-stridsvagnar i svenska armén

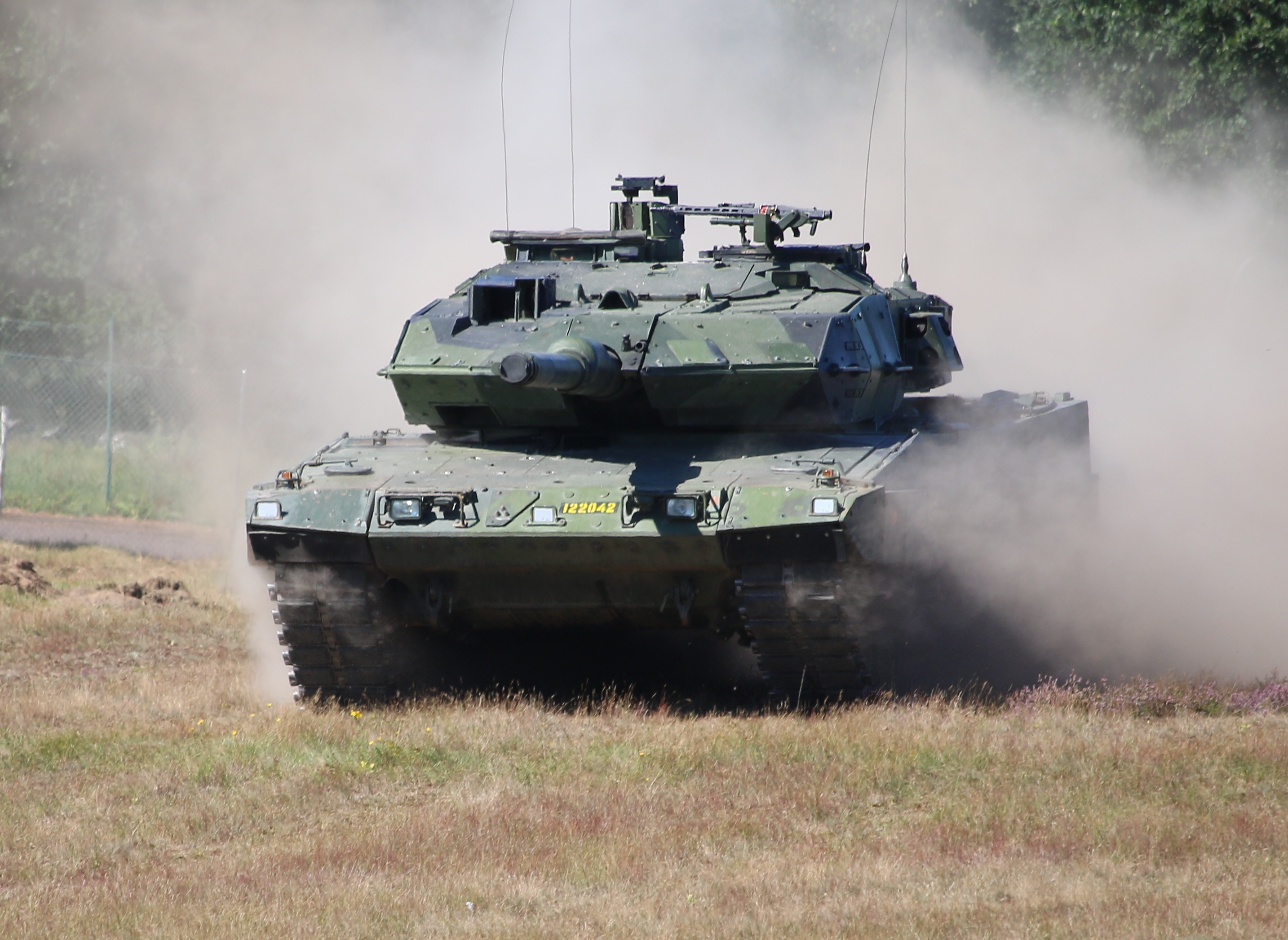
Stridsvagn 122

Upphandlingen av arméns Leopard 2-system startade 1991 och var den största upphandlingen av ett utländskt vapensystem som genomförts av Försvarets materielverk. Den 20 januari 1994 beslöt regeringen Bildt om att införskaffa 120 stycken Leopard 2 Improved (stridsvagn 122) med option på 90 vagnar samt leasing av 160 vagnar Leopard 2A4 (stridsvagn 121) från Tyskland. Norrbottensbrigaden (MekB 19), Skaraborgsbrigaden (PB 9) och Skånska dragonbrigaden (PB 8) skulle i nämnd ordning tillföras stridsvagn 122. För att Skånska dragonbrigaden skulle tillföras stridsvagn 122 krävdes dock att Sverige utnyttjade optionsrätten på de resterande 90 vagnarna. Dock så var inställningen negativ inom armén till att Sverige över huvud taget skulle komma att utnyttja optionsrätten, vilket medförde att armén och Skånska dragonbrigaden valde att enbart gå vidare med stridsvagn 121. Genom försvarsbeslutet 2000 togs stridsvagn 121 ur freds- och krigsorganisationen 2002, då försvaret endast kom att utbilda sina förband på de 120 stridsvagn 122. Efter försvarsbeslutet 2004 var samtliga stridsvagn 121 förrådsställda. År 2011 löstes leasingkontraktet med Tyskland. Drygt 20 vagnar behölls i Sverige för att modifieras till Brobandvagn 120 och Ingenjörbandvagn 120. Sex vagnar demonterades i Skövde på Försvarsmaktens markverkstad, för att sedan skickas till RUAG i Schweiz för ombyggnation till Ingenjörbandvagn 120 där fyra vagnar sedan återgick till Sverige. I september 2013 köpte den indonesiska armén 103 vagnar från Tyskland av den modell, Leopard 2A4, som den svenska stridsvagn 121 var baserad på. I februari 2014 uppgavs det i media att dryga hundra av de ursprungligen 160 stridsvagn 121 återgick till Tyskland, där de skulle renoveras och säljs vidare. Vid Skaraborgs regemente finns 10–12 vagnar kvar som används vid bärgningsutbildning.
Sedan 2002 använde armén endast stridsvagn 122, vilka var fördelade på Norrbottens regemente (I 19), Skaraborgs regemente (P 4) och Södra skånska regementet (P 7). I insatsorganisation (IO-14) ingick tre stridsvagnskompanier strv 122, vilka organiserades och utbildades av P 4 och I 19. Under 2011 mottog Försvarsmakten fyra stridsvagn 122B och en Bärgningsbandvagn 120B, vilka i grunden är befintliga vagnar som modifierats.

## Varianter
Leopard 2 har tillverkats i flera modeller:
Leopard 2A6
- 120 mm L55 slätborrad kanon av Rheinmetall GmbH
- Har även denna vinkelformad tornbepansring som Leopard 2 Improved

Leopard 2A5
- 120 mm L44 slätborrad kanon av Rheinmetall GmbH
- Har vinkelformad tornbepansring som Leopard 2 Improved

Leopard 2(SE) (dvs strv 122) i användning hos den svenska armén
- Baserad på Leo 2 Imp
- Har uppgraderade kommando-/kontrollsystem och en ny passiv bepansring.
- Kan särskiljas från 2A4/"strv 121" genom sin kilformade tornbepansring, och från A5 på de kraftigare besättningsluckorna.

Leopard 2 Improved
- Utvecklingsmodell, där bland annat det kilformade tilläggspansaret på tornfronten tillkom.

Leopard 2A4
- Även kallad strv 121 i den svenska arméns tjänst.
- Används även av den finska försvarsmakten.
- Har en platt titan/wolfram -tornbepansring.

Pz87 i tjänst hos den schweiziska armén
- Inhemska kulsprutor och kommunikationsmedel.
- Förbättrat CBRN-skydd.

Pionierpanzer 1
- Ingenjörsfordon för de stridande trupperna i Tyskland.

Kodiak
- Ingenjörs/fältarbetsfordon i FM kallad Ingenjörbandvagn 120 (Ingbv 120)

Besättning: 2 man
Längd: 10,20 m Bredd: 3,54 m Höjd: 2,30 m_62,5 ton (MLC 70)
Motor: MTU MB 873 1500 hk Växellåda: RENK Automatisk 4+2
Hastighet: 68 km/h Aktionssträcka: 480 km
Beväpning:
12,7 mm tung kulspruta eller 40 mm granatspruta
2 x 6 st rökkastare
Utrustning:
Grävskopa, 2,6 ton 200 m3/h
Schaktblad, 350 m3/h
2 x Rotzlervinsch à 9 ton
Minplog
Bergepanzer 3 Bärgningsbandvagn 120 (Bgbv 120)
- Bepansrat bärgningsfordon i tjänst hos Tyskland (under benämningen Büffel), Nederländerna (Buffel) och Sverige. Den svenska versionen är något modifierad; främst ny stridsbogseringsutrustning, en bärgningssläde och mer lättarbetad bärgningsutrustning, starkare hjälpvinsch, ökat ballistiskt skydd, reducerad IR-signatur, uppgraderingsbar vapeninstallation, andra rökkastare samt ett lednings- och navigationssystem.

Besättning: 3 man; vagnchef (tillika chef för bärgargruppen samt skytt), förare (tillika vinsch-/kranskötare) och bärgningsman.
Längd: 9,50 m Bredd: 3,55 m Höjd: 3,00 m Stridsvikt: 56,3 ton Frigångshöjd: 0,51 m
Motor: 12-cyl MTU 1500 hk Transmission: RENK Automatisk 4+2
Hastighet: 68 km/h Aktionssträck: 480 km
Gravtagningsförmåga: 3,0 m Hindertagningsförmåga: 0,92 m Största sidlutning: 16 grader (30%) Stigförmåga: 30 grader (60%)
Vadförmåga efter förberedelser: 1,4 m
Beväpning: 1 x 7,62 mm ksp 58, 4 rökkastarbatterier med totalt 15 eldrör